# Novi Lazi
Novi Lazi este o localitate din comuna Kočevje, Slovenia, cu o populație de 107 locuitori.